# Coronaster reticulatus
Coronaster reticulatus is een zeester uit de familie Asteriidae.
De wetenschappelijke naam van de soort werd in 1916 gepubliceerd door Hubert Lyman Clark.